# Емералд Ајл (острво, Канада)

Острво Емералд (енгл. Emerald Isle) је једно од острва у канадском арктичком архипелагу. Острво је у саставу Сјеверозападне територије, Канада. 
Површина износи око 549 km². Острво је ненасељено.